# ذخیره و بازیابی آبخوان

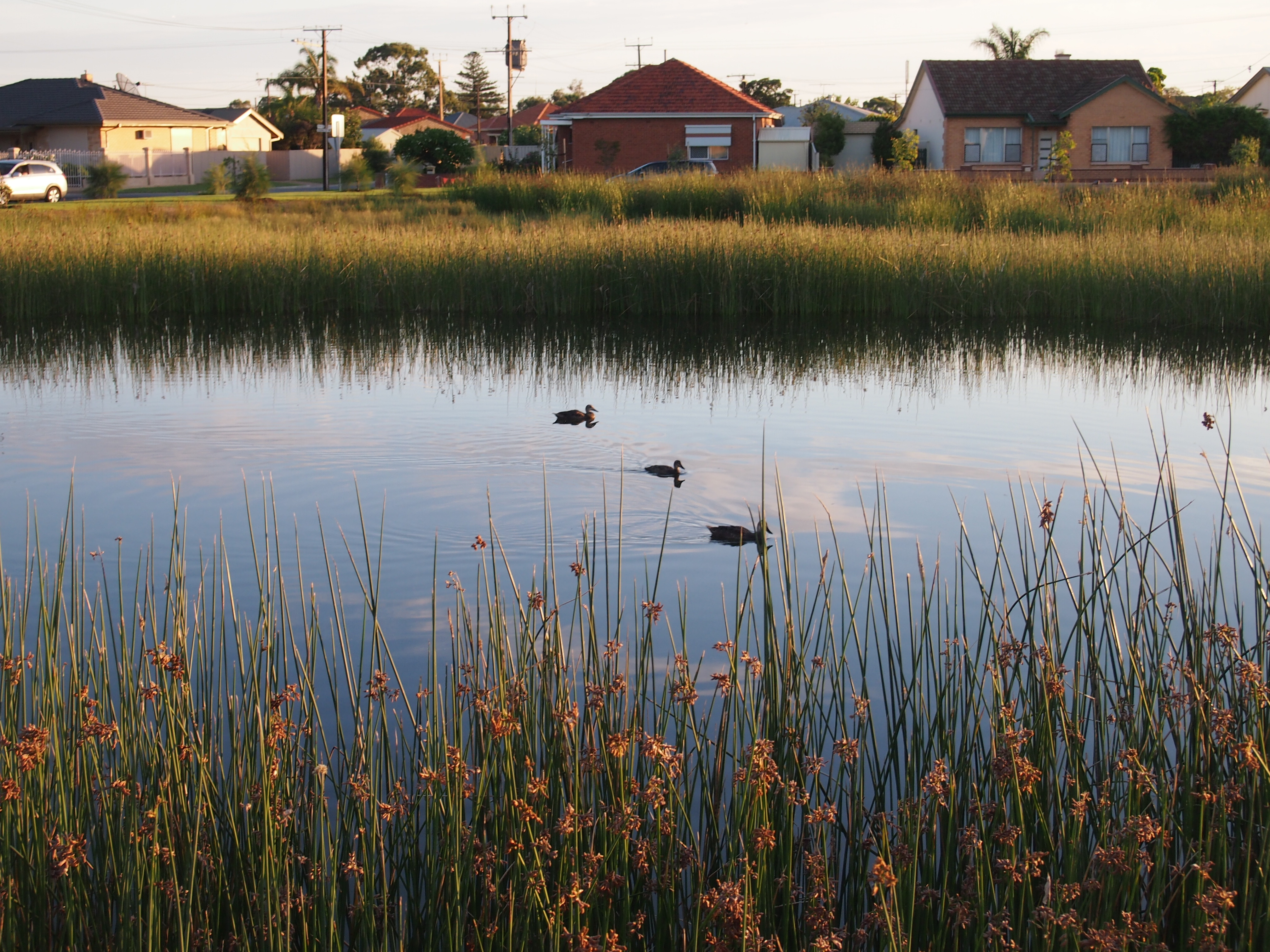
تالاب مصنوعی ذخیره‌گاه کوک -

ذخیره و بازیابی آبخوان یا آبخوان‌داری(به انگلیسی: Aquifer storage and recovery) تزریق مستقیم منابع آب سطحی مانند آب آشامیدنی، آب بازیافتی (یعنی آب باران) یا آب رودخانه به یک سفره زیرزمینی برای بازیافت و استفاده دوباره است. تزریق و استخراج، اغلب با استفاده از چاه انجام می‌شود. در مناطقی که آب باران نمی‌تواند در خاک نفوذ کند یا توانایی نفوذ سریع آن را ندارد (مانند مناطق شهری) و در نتیجه آب باران به سمت رودخانه‌ها هدایت می‌شود، ذخیره و بازیابی آبخوان آب باران می‌تواند به حفظ آب باران در یک منطقه کمک کند. ذخیره و بازیابی آبخوان برای مقاصد شهری، صنعتی و کشاورزی به کار می‌رود.
شهر سن آنتونیو آب آشامیدنی را در تأسیسات ذخیره و بازیابی آبخوان کاریزو خود ذخیره می‌کند که بیش از ۹۱۰۰۰ فوت جریب آب دارد و حداکثر ظرفیت آن ۱۲۰۰۰۰ فوت جریب است.

## در ایران
میانگین تبخیر سالانه در ایران دو متر است و با توجه به این واقعیت، یکی از راه‌های پایدار ذخیره منابع آب، استفاده از مخازن زیرزمینی (آبخوان‌های دانه درشت) است. در حال حاضر حداقل ۱۴ میلیون هکتار از خاک ایران برای این نوع ذخیره‌سازی شناسایی شده‌است.
آبخوان‌داری نوین در ایران نخستین بار توسط آهنگ کوثر از سال ۱۳۵۱ در سطحی محدود در نودهک شروع شد و از ۱۳۵۸ در منطقه دم قنات جونگان و گربایگان فسا در ابعادی وسیع‌تر ادامه یافت. در سال ۲۰۰۲، طرح آبخوان‌داری کوثر توانست حمایت مالی بلژیک و سازمان ملل و یونسکو را نیز جذب کند. این طرح مورد حمایت ایکاردا نیز قرار گرفت.